# Горська (Болгарія)
Го́рська (болг. Горска) — село у Великотирновській області Болгарії. Входить до складу общини Єлена.

## Населення
За даними перепису населення 2011 року у селі проживали 2 особи.
Розподіл населення за віком у 2011 році:
Динаміка населення: